# 奥赛综合征
奥赛综合征（英語：Houssay's Syndrome），又称垂体功能减退性糖尿病综合征、垂体前叶功能减退性糖尿病综合征（英語：hypopituitarism diabetes mellitus syndrome），系指糖尿病患者并发垂体前叶功能减退症（英語：anterior pituitary hypofunction），而使糖尿病症状减轻，并出现垂体前叶功能减退临床表现的一组病征。

## 概述
奥赛综合征大多由于产后出血、腺垂体坏死或动脉硬化所致。临床除有糖尿病的病史和常有的糖尿病症状及某些糖尿病并发症外，尚有腺垂体功能减退的临床表现。糖尿病患者如有上述情况而又频发，继而每日所需的胰岛素量明显减少，或者甚至引起低血糖昏迷而注射葡萄糖无甚显效者；因此必须考察胰岛素低程度。需进一步寻找原发性疾病及垂体前叶受损的病史，注意脑压、视野的改变和相应腺体如甲状腺、肾上腺皮质、性腺等功能低下的证据。

## 治疗
医师应对糖尿病按常规进行饮食控制或口服降糖药物，一般用胰岛素。必要时应用正规胰岛素，剂量不宜过大。对腺垂体功能减退，也要做相应的补偿治疗。对昏迷病例，应按病危象进行抢救。预后严重，易因发生发作性低血糖性昏迷而死亡。